# Parafia św. Aleksandra w Warszawie
Parafia św. Aleksandra w Warszawie – parafia rzymskokatolicka należąca do dekanatu śródmiejskiego, archidiecezji warszawskiej, metropolii warszawskiej Kościoła katolickiego, w Warszawie. Obsługiwana przez księży diecezjalnych.

## Historia
Parafia została erygowana w 1820 roku. 

### Kościół parafialny
Kościół wybudowany w XIX wieku, odbudowany po zniszczeniach wojennych.

### Kaplice
Na terenie parafii znajdują się cztery kaplice:
- Kaplica Matki Bożej Nieustającej Pomocy (ul. Wilcza 7)
- Kaplica Matki Bożej (w budynku Prywatnej Żeńskiej Szkoły im. Cecylii Plater-Zyberkówny, ul. Piękna 24/26)
- Kaplica Matki Bożej Królowej Polski (w Belwederze)
- Kaplica Bogarodzicy Maryi Matki Kościoła (w Nowym Domu Poselskim znajdującym się w kompleksie budynków Sejmu)

### Plebania
W latach 1919–1924 plebania była siedzibą Nuncjatury Stolicy Apostolskiej w Polsce.

## Proboszczowie
- ks. Tadeusz Balewski (2000–2020)[2][3]
- ks. Mirosław Jaworski (od 2020)[3][4]